# Szentkirályi Albert
Bugaczi és szentkirályi Szentkirályi Albert (Pest, 1838. – Gödöllő, 1891. május 31.) műfordító, országgyűlési képviselő. Szentkirályi Móric fia.

## Pályája
Szentkirályi Móric földbirtokos és Etthre Konstancia fia. Pesten végezte középiskolai tanulmányait és az orvosi egyetemet is látogatta. 1860-ban orvosi oklevelet nyert, gyakorlatot azonban nem folytatott, hanem 1862-ben Bécsbe ment és ott közkórházban folytatta tanulmányait, ezután sokat utazott. 1866-ban politikai és jogi tanulmányok végett Heidelbergbe ment, de a porosz–osztrák háború kitörése hazatérésre késztette. Visszatérve Pest vármegye tiszteleti aljegyzője lett, részt vett a vármegyei közéletben. 1870-től mácsai jószágán gazdálkodott, míg 1884-ben a váci kerület képviselőjévé választotta. A mérsékelt ellenzék soraiban foglalt helyet, bár az önálló magyar hadsereg híve volt. 1887-ben a mezőtúri kerületben függetlenségi programmal választották meg. Felesége Helvey Ilka, Helvey Laura színművésznő nővére volt, akivel 1871. november 7-én Pesten, a belvárosi plébániatemplomban kötött házasságot. A menyasszony tanúja Gyulai Pál akadémiai titkár volt.
Házasságukból született Szentkirályi Márta Laura Constanzia (Budapest, 1876. december 10. - ?) színművésznő.
Irodalommal is foglalkozott, csaknem valamennyi európai nyelvből vannak fordításai. Gogol A revizor című vígjátékát az ő fordításában mutatta be budapesti Nemzeti Színház 1874. december 23-án. Számos nemzetgazdasági cikke a Pesti Naplóban jelent meg.

## Munkái
- Gogol Miklós, A revisor, vígj. 5 felv. A Revisorról. Levéltöredék. A Revisor megoldása 1 felv. Oroszból ford. Bpest, 1875.
- Tolstoj L. N. gróf, Családi boldogság. Beszély. Oroszból ford. Uo. 1878. (Olcsó Könyvtár 54).
- Mit tegyünk. Uo. 1883. (Névtelenül).
- Nehány szó politikai helyzetünkről. Uo. 1890.